# Macrothamnium leptohymenioides
Macrothamnium leptohymenioides är en bladmossart som beskrevs av Noguchi 1972. Macrothamnium leptohymenioides ingår i släktet Macrothamnium och familjen Hylocomiaceae. Inga underarter finns listade i Catalogue of Life.